# Babolky
Babolky (německy Babolek) je malá vesnice, část města Letovice v okrese Blansko. Nachází se asi 4,5 km na sever od Letovic. Babolky je také název katastrálního území o rozloze 1,76 km2.

## Název
Jméno Babolky je synkopovaná (o vnitřní samohlásku zkrácená) podoba staršího Baboleky (tak zapsáno 1524 a 1531 v zemských deskách brněnských), což bylo původně posměšné pojmenování obyvatel vsi, kteří se lekali jako baby. Jde o starobylý typ pojmenování, který je v souladu s polohou vsi na starém sídelním území v okolí Jevíčka.

## Historie
První písemná zmínka o vesnici pochází z roku 1320.
V letech 1850–1976 byla vesnice součástí obce Chlum a od 31. července 1976 se vesnice stala součástí města Letovice.

## Obyvatelstvo
| Rok            | 1869 | 1880 | 1890 | 1900 | 1910 | 1921 | 1930 | 1950 | 1961 | 1970 | 1980 | 1991 | 2001 | 2011 | 2021 |
| -------------- | ---- | ---- | ---- | ---- | ---- | ---- | ---- | ---- | ---- | ---- | ---- | ---- | ---- | ---- | ---- |
| Počet obyvatel | 116  | 130  | 125  | 130  | 126  | 136  | 131  | 78   | 81   | 71   | 54   | 39   | 46   | 47   | 50   |
| Počet domů     | 22   | 25   | 24   | 23   | 23   | 26   | 27   | 29   | 29   | 22   | 16   | 22   | 25   | 27   | 27   |